# Saint-Pierre-de-Genebroz
Saint-Pierre-de-Genebroz est une commune française située dans le département de la Savoie, en région Auvergne-Rhône-Alpes.

## Géographie

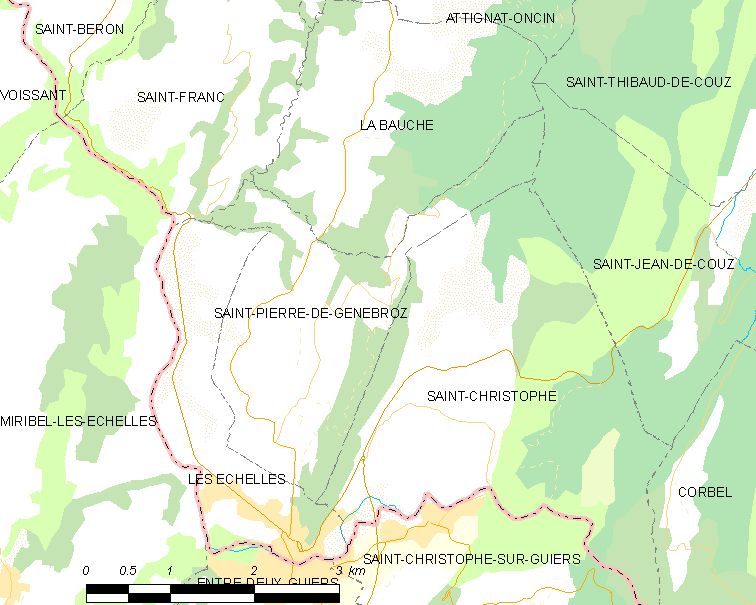
Plan du territoire de Saint-Pierre-de-Genebroz.

Cette commune est relativement peu boisée, avec[C'est-à-dire ?] 30 % de forêts sur la commune. Le nivellement est cependant assez important, ce qui explique que les villages soient tant dispersés.
Les villages, hameaux et lieux-dits de la commune sont Bande du Milieu, Bas de Bande, Bas de Saint Pierre, Baude, Bégon, Bellet, Bellet d’en Haut, Bernardière, Biscaudière, Bron, Bugnière, Caillod, Capetière, Combe, Combe Noire, Combettes, Communal du Bellet, Compâtrus, Côte de la Mollière, Côte Lépine, Croix Rouge, Crozes, Crozes à Pichon, Cruizette, Curchat, Curt, Ecolu, Epernères, Essart, Ferme Chosseland, Ferme Cottard, Fontaine Entier, Fornet, Frêtes, Gonches, Gorges, Grand Champ, Grand Louet, Grand Louis, Grange, Lanfreyère, Longeraie, Mariétans, Menuet, Mollard de la Ruaz, Mollard du Foug, Mollard du Louet, Mollard du Pin, Mollard-Vanon, Mollière, Mollière-dessous, Morge, Né, Pernière, Pierralaz, Pierre du Lemps, Pionchon, Plat, Plattières, Pré d’Aval, Rajat, Rebotterière, Rieu du Bez, Saint Pierre, Savardin, Serraz, Servolet, Sortère, Sous la Baude, Sous La Lanfreyère, Sous la Mollière, Sous le Mollard du Foug, Sous le Mollard de la Ruaz, Sous Côte Lépine, Sous l’Écolu, Sous Pierralaz, Sous Savardin, Sur Bande, Sur le Caillod, Sur les Crozes, Sur Pionchon, Terre Rouge, Verney, Vers la Mairie.

## Urbanisme

### Typologie
Au 1er janvier 2024, Saint-Pierre-de-Genebroz est catégorisée commune rurale à habitat dispersé, selon la nouvelle grille communale de densité à sept niveaux définie par l'Insee en 2022.
Elle appartient à l'unité urbaine d'Entre-deux-Guiers, une agglomération inter-départementale regroupant trois  communes, dont elle est une commune de la banlieue,,. Par ailleurs la commune fait partie de l'aire d'attraction de Chambéry, dont elle est une commune de la couronne,. Cette aire, qui regroupe 115 communes, est catégorisée dans les aires de 200 000 à moins de 700 000 habitants,.

### Occupation des sols
L'occupation des sols de la commune, telle qu'elle ressort de la base de données européenne d’occupation biophysique des sols Corine Land Cover (CLC), est marquée par l'importance des territoires agricoles (65,2 % en 2018), en diminution par rapport à 1990 (66,2 %). La répartition détaillée en 2018 est la suivante : prairies (64,2 %), forêts (34,8 %), zones agricoles hétérogènes (0,9 %).
L'IGN met par ailleurs à disposition un outil en ligne permettant de comparer l’évolution dans le temps de l’occupation des sols de la commune (ou de territoires à des échelles différentes). Plusieurs époques sont accessibles sous forme de cartes ou photos aériennes : la carte de Cassini (XVIIIe siècle), la carte d'état-major (1820-1866) et la période actuelle (1950 à aujourd'hui).

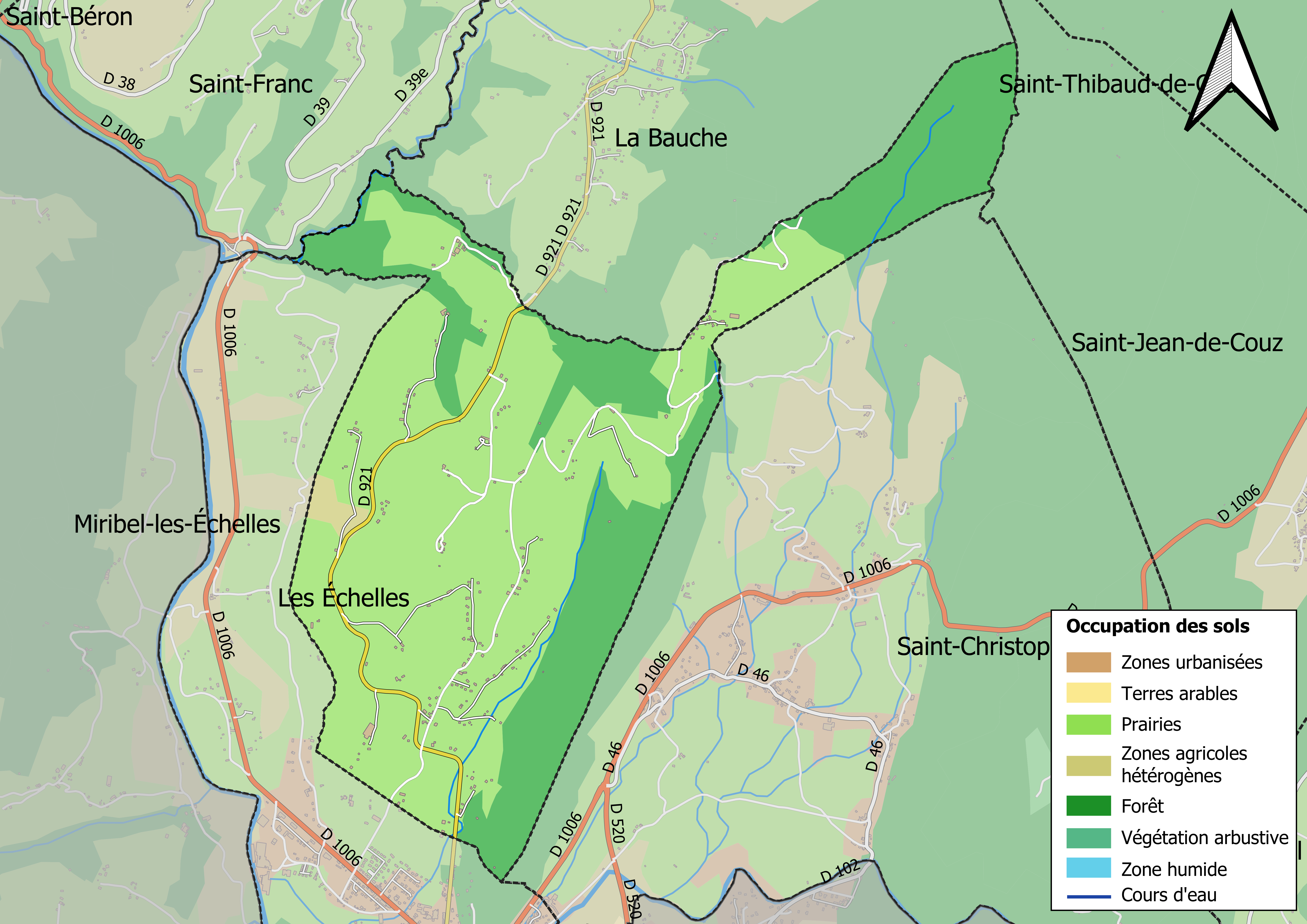
Carte des infrastructures et de l'occupation des sols en 2018 (CLC) de la commune.
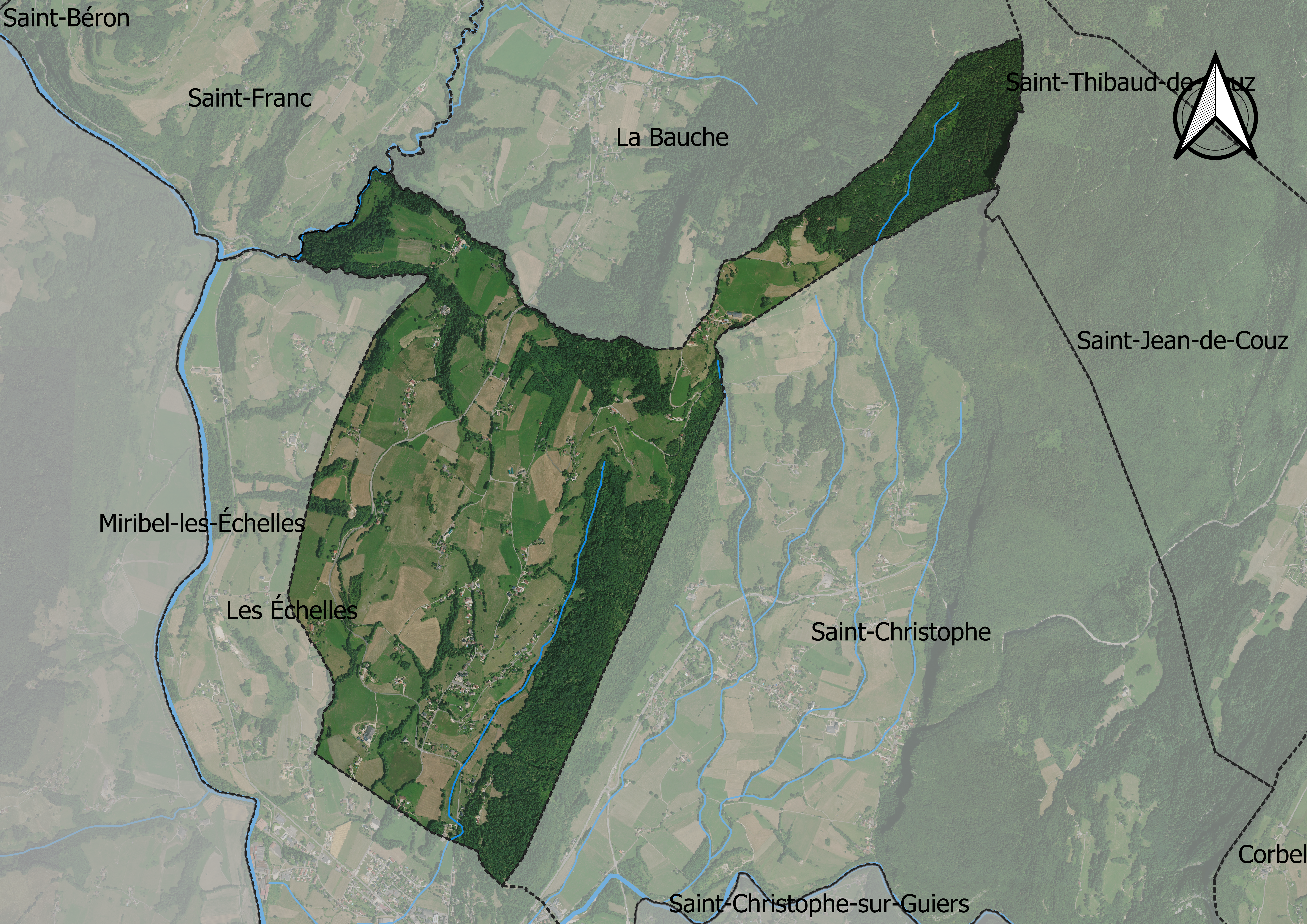
Carte orthophotogrammétrique de la commune.

## Toponymie
Les formes anciennes du nom de la paroisse puis de la commune sont Genevrosum, Genebrosus, Genebro(u)x. Au cours de la période médiévale, on trouve Ecclesia Sancti Petri de Genovroso vers 1100 ; Ecclesia Sancti Petri de Genebroso, 1414 ; Saint Pierre de Genebros, 1723.
Saint-Pierre-de-Genebroz est un toponyme composé du nom du saint de la paroisse l'apôtre Pierre et du mot latin juniperus, genièvre, d’où genovrosus ce « qui signifie lieu où le genièvres poussent en abondance »,.
En francoprovençal, le nom de la commune s'écrit San Pyèrè, selon la graphie de Conflans.

## Histoire
Au cours de la période d'occupation du duché de Savoie par les troupes révolutionnaires françaises, à la suite du rattachement de 1792, la commune appartient au canton des Échelles, au sein du département du Mont-Blanc. La chapelle est rasée par les révolutionnaires.
L'église actuelle date du milieu du XIXe siècle. On cultiva sur cette commune de nombreuses céréales, notamment de l'avoine.

### L’ancienne église
Il nous reste très peu d’informations sur l’ancienne église de Saint-Pierre-de-Genebroz.
La mappe Sarde faite le 17 juin 1729, par les sieurs Melchior Cocaz, syndic, Claude Remou et Jean Roux qui vont servir d’indicateurs pour la mensuration de la paroisse de Saint-Pierre de Genebroz, nous permet de connaître la forme et la surface approximative de cette église.
En 1793, l’ornementation de celle-ci est très sommaire puisque le citoyen François Chavasse Larmée transporte à Chambéry : deux calices avec leur patènes, un ostensoir, un ciboire, un porte Dieu pour les malades le tout en argent et doré.
Dernière description de 1829 avant la reconstruction : 

« Considérant que le toit actuel de l’église couvert de bardols est dans un état de délabrement absolue qu’il est indispensable de le refaire à neuf… élévation du nouveau edie qui sera en ardoises de la carrière de Cevins sera élevé à la hauteur du edie actuel du chœur avec lequel il aura une seule commun qui viendra aboutir à celui du clocher qui en au-devant de l’église. »

— Source : ADS—CG73, 11FS590

### La nouvelle église
À la suite du conseil syndical du 30 avril 1835, le syndic, Claude Biron, propose la reconstruction de l’église : mais une partie de la population refuse les travaux jugés trop onéreux et la destruction de leur ancien clocher. Une lettre d’opposition est envoyée au responsable du mandement des Echelles : 

« Mettre abas le cœur de l’église pour le reconstruire à neuf et cependant le cœur de l’église a été reconstruit depuis 4 ans, la reconstruction du toit de la cure en 1824, le clocher actuel n’a que 7 m d’élévation de murs sur trois faces de 4 m, il est le plus solide et le plus beau du pays et on n’en ferait plus aujourd’hui un aussi solide… »

  On apprend aussi que la toiture est couverte d’encelles de sapins. Les contestataires s’en prennent au président du syndic l’accusant de grever l’impôt avec des projets au-delà des possibilités financières de la commune. Mais le 21 mai 1835, l’archevêque approuve le projet tout en faisant observer qu’il faut donner une forme circulaire à la tribune. Le syndic choisit alors l’entrepreneur Joseph Planche et l’architecte Tournier : le coût du projet est estimé à 7 000 livres. Les travaux sont commencés le 28 août 1835 par André Planche, menuisier aux Echelles et par l’entrepreneur François Venture.
Les pierres proviennent de la carrière de Saint-Blaise à Saint-Christophe et les ardoises sont fournies par Joseph Loguet de Chambéry. Durant les travaux, on déplore des accidents de chantiers comme l’effondrement de la voûte de la nef à trois reprises. Le syndic exige la présence de l’architecte pour suivre les travaux. L’église est consacrée par l’archevêque de Chambéry, Alexin Jilliet le 12 mai 1841.

## Politique et administration
| Période                                  | Période   | Identité                | Étiquette | Qualité                                          |
| ---------------------------------------- | --------- | ----------------------- | --------- | ------------------------------------------------ |
| 1727                                     | ....      | Antoine Roux-Bezansson  | ...       | Syndic                                           |
| 1729                                     | ....      | Melchior Cocaz          | ...       | Syndic                                           |
| 1730                                     | 1732      | Antoine Besancon        | ...       | Syndic                                           |
| 1735                                     | ....      | Antoine Grubillon       | ...       | Syndic                                           |
| 1737                                     | ....      | Estienne Coquaz         | ...       | Syndic                                           |
| 1821                                     | ....      | Michel Vassal           | ...       | Syndic                                           |
| 1827                                     | ....      | Benoît Loridon          | ...       | Syndic                                           |
| 1835                                     | 1837      | Claude Biron            | ...       | Syndic                                           |
| 1837                                     | 1840      | Jean Thévenon           | ...       | Syndic                                           |
| 1845                                     | 1863      | Jean Mollier            | ...       | syndic                                           |
| 1863                                     | 1871      | Louis Loridon           | ...       | Maire                                            |
| 1871                                     | 1884      | Joseph Coutaz           | ...       | Maire                                            |
| 1884                                     | 1896      | Jean Vassal             | ...       | Maire                                            |
| 1896                                     | 1908      | Jean Billon-Tyrard      | ...       | Maire                                            |
| 1908                                     | 1919      | Joseph Marret           | ...       | Maire                                            |
| 1919                                     | 1925      | Joseph Coutaz-Trinquet  | ...       | Maire                                            |
| 1925                                     | 1929      | Jean Barrier            | ...       | Maire                                            |
| 1929                                     | 1935      | Benoît Brottel-Patience | ...       | Maire                                            |
| 1935                                     | 1947      | Claude Prario           | ...       | Maire                                            |
| 1947                                     | 1953      | Jacques Pichon-Martin   | ...       | Maire                                            |
| 1953                                     | 1971      | Louis Loridon           | DVD       | Maire, conseiller général du canton des Échelles |
| 1971                                     | 1977      | Jacques De Soras        | ...       | Maire                                            |
| 1977                                     | mars 2008 | Gérard Vassal           | ...       | Maire                                            |
| mars 2008                                | En cours  | Alexandre Doglioni      | DVD       | Maire                                            |
| Les données manquantes sont à compléter. |           |                         |           |                                                  |

## Démographie
Les habitants de la commune sont appelés les Genebroziens et les Genebrozienes.

L'évolution du nombre d'habitants est connue à travers les recensements de la population effectués dans la commune depuis 1793. Pour les communes de moins de 10 000 habitants, une enquête de recensement portant sur toute la population est réalisée tous les cinq ans, les populations de référence des années intermédiaires étant quant à elles estimées par interpolation ou extrapolation. Pour la commune, le premier recensement exhaustif entrant dans le cadre du nouveau dispositif a été réalisé en 2004.

En 2022, la commune comptait 327 habitants, en évolution de −3,82 % par rapport à 2016 (Savoie : +3,63 %, France hors Mayotte : +2,11 %).
| 1793 | 1800 | 1806 | 1822 | 1838 | 1848 | 1858 | 1861 | 1866 |
| ---- | ---- | ---- | ---- | ---- | ---- | ---- | ---- | ---- |
| 432  | 357  | 553  | 597  | 493  | 473  | 410  | 403  | 399  |

| 1872 | 1876 | 1881 | 1886 | 1891 | 1896 | 1901 | 1906 | 1911 |
| ---- | ---- | ---- | ---- | ---- | ---- | ---- | ---- | ---- |
| 358  | 324  | 273  | 291  | 288  | 281  | 287  | 263  | 246  |

| 1921 | 1926 | 1931 | 1936 | 1946 | 1954 | 1962 | 1968 | 1975 |
| ---- | ---- | ---- | ---- | ---- | ---- | ---- | ---- | ---- |
| 218  | 226  | 223  | 222  | 197  | 202  | 208  | 207  | 198  |

| 1982 | 1990 | 1999 | 2004 | 2006 | 2009 | 2014 | 2019 | 2022 |
| ---- | ---- | ---- | ---- | ---- | ---- | ---- | ---- | ---- |
| 212  | 219  | 260  | 264  | 277  | 333  | 345  | 321  | 327  |

## Économie
Le commune fait partie de l'aire géographique de production et transformation du « Bois de Chartreuse », la première AOC de la filière Bois en France,.

## Culture locale et patrimoine

### Patrimoine naturel
La commune fait partie du parc naturel régional de Chartreuse.